# Melicope lucida
Melicope lucida är en vinruteväxtart som först beskrevs av Asa Gray, och fick sitt nu gällande namn av Albert Charles Smith. Melicope lucida ingår i släktet Melicope och familjen vinruteväxter. Inga underarter finns listade i Catalogue of Life.